# Бакалов, Петр
Петр Николов Бакалов (болг. Петър Николов Бакалов; 21 апреля 1879, Котел — 14 декабря 1964, София) — болгарский геолог и палеонтолог, основоположник болгарской палеонтологии.

## Биография
Получил начальное образование в Котеле, окончил в 1898 году 1-ю мужскую гимназию Варны, в 1899 году поступил в Софийское высшее училище (Софийский университет) по специальности естественной истории. Слушал лекции Георгия Златарского по палеонтологии, собирал и классифицировал полезные ископаемые триасового и юрского периода, найденные в окрестностях родного города. После окончания училища стал преподавать естественную историю в селе Ичера, позднее в Габрово, Варне (1-я мужская гимназия) и Софии. Изучал в 1903—1905 годах естественную историю во Фрайбургском университете у профессора Штаймана, тогда же опубликовал первые научные статьи, основанные на данных о собранных полезных ископаемых.
В 1906 году Бакалов назначен ассистентом кафедры геологии и палеонтологии Софийского университета, 8 октября 1915 прочитал студентам первую лекцию по палеонтологии на тему «Вымирание крупных групп животных в течение истории Земли». С 1919 года доцент, с 1 апреля 1922 первый болгарский профессор палеонтологии. Кафедру геологии и палеонтологии возглавлял в 1942—1945 годах, кафедру палеонтологии — в 1945—1950 годах.
В 1925 году Бакаловым основано Болгарское геологическое общество, председателем которого он долгое время был (в 1948 году стал почётным председателем . Его именем палеорнитолог Златозар Боев назвал один из видов ископаемого сокола (керкенеза) конца плиоценского периода.

## Научные труды
- „Приноси към палеонтологията на България“ (3 тома,1911-1922);
- „Кратък курс по палеонтология (палеозоология)“ (1928);
- „Hipparion-ова фауна при с. Калиманци и Кромидово, Св. Врачко“ (2 тома,1934);
- „Палеонтоложки определител“ /в съавторство с  д-р В.Цанков/ (1939);
- „Кратък курс по исторична геология“ (1946);
- „Терциерни бозайници“ /в съавторство с  Ив. Николов/ (1962);